# Carlos Atilano
Carlos Atilano (* 1952) ist ein venezolanischer Komponist und Gitarrist.
Atilano spielte als Kind Cuatro, bevor er bei Edmund Egan Gitarre studierte. Er spielte dann in verschiedenen Rock-’n’-Roll-Bands und setzte seine Ausbildung bei Antonio Ochoa fort. Von 1978 bis 1983 studierte er am Berklee College of Music in Boston. Er trat als Solist auf und wurde Mitglied der Gruppe Golpe a Trés.
Er wirkte als Juror beim International Guitar Festival Rust in Österreich und beim Gitarrenfestival von Grotniki in Polen, wo er auch Workshops gab. Gitarrenwerke von ihm wurden von Musikern wie Gabriel Guillén und dem Duo Stoyanova aufgeführt. 1993 wirkte er an der Aufnahme von Jim Centorinos Album Ivory: A Celebration of Wildlife mit. 2005 erschien die Colin Cooper gewidmete Komposition El Editor. Bei einem Konzert der The Latin American and Caribbean Cultural Society in London fand 2006 die Uraufführung seines Vladislav Bláha gewidmeten Valse de Vladislav statt.